# Fujii Kenjirō
Fujii Kenjirō (japanisch 藤井 健次郎; geboren 11. November 1866 in Kanazawa (Provinz Kaga); gestorben 11. Januar 1952) war ein japanischer Botaniker.

## Leben und Wirken
Fujii Kenjirō, Sohn eines Samurai der Maeda, machte 1892 seinen Abschluss an der Universität Tōkyō. 1901 ging er nach Europa und bildete sich an der Universität Bonn unter Eduard Strasburger in Pflanzenmorphologie und Cytologie weiter.
1911 wurde Fujii Professor an der Universität Tōkyō und trug zu den ersten Vorlesungen über Genetik bei. Er begründete 1929 die internationale Zeitschrift „Cytologia“ und arbeitete daran, den Stand der japanischen Forschung im Bereich Zellforschung auf internationales Niveau zu bringen.
1950 erhielt er den Kulturorden. 1951 wurde er nachträglich als Person mit besonderen kulturellen Verdiensten geehrt.